# Cane
Cane es un municipio del departamento de La Paz en la República de Honduras.

## Toponimia
La palabra Cane es de origen Lenca, viene de la acepción Care que significa "Perro de agua". Se dice que el origen de esta palabra, se debe a las nutrias o perros de agua que habitaron en el Río Grande o Río Chiquinguara.

## Límites
El municipio de Cane se encuentra ubicado en el sector sudoeste del Valle de Comayagua.
| Orientación | Límite                                       |
| ----------- | -------------------------------------------- |
| Norte       | Municipio de La Paz, La Paz                  |
| Sur         | Municipio de San Sebastián, Comayagua        |
| Sur         | Municipio de Humuya, Comayagua               |
| Este        | Municipio de Villa de San Antonio, Comayagua |
| Oeste       | Municipio de La Paz, La Paz                  |

Posee 5.379 ha.
Tomando la carretera que conduce de la Ciudad de La Paz a la Ciudad de Marcala, a unos 4 km a mano izquierda se encuentra el desvío y de este, 2 km que conducen al casco urbano del municipio.

## Clima
El clima es generalmente cálido con temperaturas modificadas por la altitud y algunos lugares rurales como: Calabazas, Carrizal y Flor Blanca gozan de clima fresco. Es poco lluvioso, notándose claramente la estación seca y la lluviosa; la primera se da en los meses de noviembre, abril y la lluviosa de mayo a octubre.
En las riberas del Río Grande o Río Chiquinguara se encuentran distribuidos varios caseríos y otros en la falda de la Meseta de Montecillos incluyendo las aldeas.

## Historia
En 1801, se le dio la categoría de caserío.
En 1825, se le dio la categoría de aldea.
En 1869, se le quitó la categoría de aldea.
En 1932 (2 de mayo), Cane fue creado a expensas del Municipio de La Paz, por Decreto N.º 108.

## Población
La población caneña en su mayoría es mestiza debido al cruce de blanco con indígenas y de la raza negra traída por los españoles en la época de la colonia.
Población: 3.859 habitantes.
El núcleo urbano de Cane, cuenta con 680 casas y con una población aproximada de 4.200 habitantes.
El municipio de Cane está constituido por tres aldeas: Calabazas y La Cañada y el potrerillos y siete caseríos: La Tuna, Flor Blanca, Carrizal, Monteca, Las Lagunas, Rancho Sinai y El Coco.

## Educación
Actualmente esta comunidad presenta un desarrollo bien acentuado en el aspecto cultural, ubicándonos en esta área en la octava posición a nivel nacional, ya que podemos encontrar profesionales de nivel universitario de todas las carreras y una abundante variedad de estudiantes de Educación Media con mayor porcentaje de docentes.
Afortunadamente debido a su alto índice de alfabetismo de un 92,6%, Cane disfruta de un ambiente de tranquilidad y armonía con un promedio estimado del 2% en índice delictivo. Por ello en los eventos sociales que se desarrollan en este municipio gozan de mucha aceptación por parte de las comunidades circunvecinas.
Cane cuenta con un Instituto Técnico de Ciclo Básico Técnico y con una diversidad de bachilleratos técnicos, con los cuales también se benefician las comunidades cercanas. También cuenta con Escuelas Primarias, una Escuela Municipal de Artes, biblioteca pública, jardín de niños y una iglesia.

## Deporte
Centros de recreación de los cuales podemos mencionar el moderno parque central, la zona deportiva, el balneario de las aguas termales el cual cuenta con varias piscinas termales para niños y adultos, pista para cuatrimotos, senderos para andar a caballo, estanques de pesca y mucho más, el balneario, el Centro Social Caneño, mirador El Cerrito y no podemos dejar de mencionar la Represa de Monteca sobre el Río Grande.

## Religión
En cuanto a la religión en casi su totalidad son católicos con un 99% y un porcentaje mínimo del 1% de otras religiones en Cane.

## Economía
La economía de todo el Municipio de Cane, incluyendo aldeas y caseríos, reposa principalmente en la agricultura y la ganadería. Debido a su clima cálido se cultiva mango, sandía, ciruela, también maíz y frijol que en la mayoría de la producción es para consumo local.
Referente a la ganadería se emplea como recurso complementario los pastos como alimentación para el ganado bovino. Se procesan todos los derivados de la leche, los cuales son comercializados a nivel nacional y que gozan de mucha preferencia. Se da también la crianza de cerdos.
El comercio no es la principal actividad de los caneños en comparación con los demás pueblos del Departamento de La Paz, puesto que se inclinan más a la preparación académica.
La economía incluye a otro factor que son las remesas enviadas de los caneños que residen y trabajan en otros sectores del país, así como de remesas de los que están en el extranjero.

## Turismo
Cane cuenta con 3 celebraciones o ferias, dos de carácter religioso, una en el mes de agosto denominada las 40 horas y la otra de mayor transcencia llamada Feria Patronal en honor a San Francisco de Asís del 3 al 6 de octubre y un carnaval conocido como el carnaval Sherathon-Boccachi realizado el primero de enero.

### Tradición navideña
En 1930 la señora María Luisa Castillo comenzó a hacer un "Nacimiento de Jesús" con un misterio compuesto por San José y la Virgen María hechos de madera con una altura de 28 cm y un peso de 8 onzas cada uno; el Niño Dios es hecho de arcilla con una altura de 10 cm de alto y 4 onzas de peso en aquel entonces era iluminado en las noches con linternas de gas; utilizaba paste de cerro, aserrín y juguetes para decorarlo desde su origen se caracterizó por ser grande actualmente este nacimiento fue heredado a sus hijas Rivera Castillo que mantienen viva la tradición franciscana de hacer esta natividad. Para el año 2002 fue traído un misterio nuevo de la república de Guatemala de la ciudad de Esquipulas compuesto por San José, La Virgen, El Niño Dios, 2 Ángeles, una mula, un buey y los 3 Reyes Magos, todos hechos de yeso.

### Descripción de la natividad
El nacimiento se compone de pasajes de la vida diaria eventos propios de los pueblos y la ciudad como la mujer moliendo una fiesta de quince años, y la vida del campo, no podemos olvidar la fantasía y lo moderno como ser las instalaciones bombas navideñas y otros adornos utilizaron varios materiales empaques decorativos como el papel de estrazo para formar montañas, aserrín tenidos en verde y al natural piedras plantas naturales, papel polipel y oropel, cartoncillo. Fue diseñado con el estilo de una fortaleza romana Belén y una pequeña casa representando el pesebre donde nació el niño. En Cane se mantienen la tradición de hacer nacimientos, por ser un pueblo católico y devoto de San Francisco de Asís, que fue el primero en hacer un nacimiento.

## Infraestructura
Cane goza de una buena ubicación geográfica, que a través de un buen circuito carretero casi todo pavimentado, se comunica con varias poblaciones cercanas, entre ellas:
| Hacia                   | min |
| ----------------------- | --- |
| La Paz                  | 5   |
| Humuya                  | 7   |
| Yarumela                | 10  |
| San Sebastián           | 10  |
| Ajuterique              | 15  |
| Lejamani                | 15  |
| Canal Seco              | 15  |
| Villa de San Antonio    | 20  |
| Lamani                  | 20  |
| Aeropuerto de Palmerola | 20  |
| Comayagua               | 40  |
| Tegucigalpa, M.D.C      | 60  |

El núcleo urbano de Cane dispone de los servicios públicos como son: correo, agua potable, energía eléctrica, telefonía, sistema de cable para televisión y un sistema de transporte de autobuses denominado Rapiditos que nos conectan con la cabecera departamental y de allí con el resto de la nación.

## División Política
Aldeas: 2 (2013)
Caseríos: 9 (2013)
| Código | Aldea         |
| ------ | ------------- |
| 120401 | Cane          |
| 120402 | Las Calabazas |